# Pretty Bitch Freestyle
Pretty Bitch Freestyle è un brano musicale della rapper statunitense Saweetie, pubblicato il 2 luglio 2020 come singolo promozionale dal primo album in studio Pretty Bitch Music.

## Video musicale
Il videoclip del brano è stato pubblicato su YouTube in concomitanza con la pubblicazione, il 2 luglio 2020. Diretto da Bana Bongolan e Soben Phy, mostra Saweetie rappare all'interno della sua casa, guardando indietro al passato e comparandolo con ciò che è riuscita ad ottenere nel presente.

## Tracce
Testi di Diamonté Harper, musiche di Cal-A.
1. Pretty Bitch Freestyle – 2:10

## Formazione
- Diamonté Harper – voce, testo
- Cal-A – produzione, programmazione
- Michelle Mancini – ingegneria del mastering
- Barry Rashawn – ingegneria del missaggio